# Sony Ericsson W700i
Sony Ericsson släppte W700 i april 2006 som en uppdatering till W800. Telefonen kommer med ett 256 MB Memory Stick Pro Duo istället för det vanligare 512 MB, den har en 2 megapixelkamera, dock utan autofokus.